# تیلاندزیا دیریانا
تیلاندزیا دیریانا(نام علمی: Tillandsia dyeriana) نام یک گونه از تیره آناناسیان است.